# أماندا جرين
أماندا غرين (بالإنجليزية: Amanda Green)‏ مواليد 29 ديسمبر 1965 في نيويورك، هي ممثلة أمريكية.

## وصلات خارجية
- الموقع الرسمي
- أماندا جرين على موقع IMDb (الإنجليزية)
- أماندا جرين على موقع قاعدة بيانات برودواي على الإنترنت (الإنجليزية)